# 임순례
임순례(한국 한자: 林順禮, 1961년 ~ )는 대한민국의 영화 감독이다. 2015년 기준으로, 동물보호시민단체 카라(KARA)의 대표이기도 하다.

## 생애
1961년 인천에서 태어났다. 5남매의 막내로서, 오빠 셋과 언니를 두었다. 경제적으로 궁핍한 환경에서 성장했고 정서적으로 불안정한 아버지로 인해 불안한 가정환경 속에서 성장기를 거쳤다. 어머니는 무던한 사람이었다. 중학교에 진학해서는 학교 도서관에서 많은 책을 발견하였고 수업 중에도 몰래 그 책들을 읽을 만큼 독서에 열중하였다. 중학교까지는 성적이 우수했으나 뚜렷한 목적없이 학교생활을 하면서 고등학교에 진학해서는 성적이 추락했고 성적이 좋지 않은 학생에 대한 인격적 모욕이 이루어지는 학교생활에 거부감을 느껴 고등학교 3학년 때 자퇴하였다. 부모는 자식의 결정에 간섭하지 않되 그 결정에 대해 본인이 책임지도록 하였기에 자퇴를 하는 것에 대해 가족의 반대는 없었다. 2년간 책을 읽으며 소일하였고 그 시간동안 행복하게 지냈다. 그러다가 미래에 대한 불안감이 일기 시작하였고 제대로 된 직업을 갖고자 대학을 가야겠다고 결심하였다. 그래서 대입검정고시를 거쳐 친구들보다 2년 늦게 대학에 진학하게 되었다.
1985년 한양대학교 영어영문학과에서 학사 학위를 받았다. 프랑스 문화원의 시네마테크에서 유럽 예술영화를 200편 가량을 보고 나서 영화를 만들겠다는 결심을 하였고 한양대학교 대학원 연극영화학과에 진학하였다. 연극영화학과 대학원에 진학했지만 대학원 수업은 만족스럽지 못했고, 정성껏 쓴 논문은 용납하기 힘든 이유로 세 번이나 심사를 통과하지 못했으며, 지도교수 앞에서 자신의 논문을 찢으면서 석사과정을 '수료'로 마무리 하였다. 프랑스로 가서 영화에 미쳐보자는 결심을 하고 1988년 프랑스 파리로 갔다. 독학으로 프랑스어를 익힌 후 진학을 하여 1992년 프랑스의 파리 제8대학교에서 영화학 석사 학위를 받았다.
프랑스에서 귀국한 후 여균동 감독의 《세상 밖으로》(1994년) 연출부에서 스크립터로 일하면서 영화 제작 방식을 체득했다. 그 후 처음 만든 단편영화 《우중산책》으로 1994년 서울단편영화제에서 '대상'과 '젊은 비평가상'을 받으며 영화 감독으로 이름을 알렸다. 이 영화는 변두리 영화관에서 매표원으로 일하는 서른 살이 넘은 비혼 여성이 느끼는 삶의 공허함을 섬세한 영상으로 담아낸 수작이었다. 1996년 장편영화 《세 친구》를 연출하면서 본격적으로 영화 감독으로 데뷔하였고, 이 영화는 부산국제영화제에서 아시아 평론가들이 주는 넷팩상을 수상했다.
2004년 아테네올림픽에서 활약한 여자 핸드볼 선수단의 활약을 그린 《우리 생애 최고의 순간》은 6년만의 장편 작품으로, 여성 중심 스포츠 영화로는 기록적인 400만 이상의 관객을 동원하며 흥행에 성공했다.
심재명과 함께 2018년 설립된 한국영화성평등센터 든든의 공동대표를 맡고 있다.

## 경력
- 2018.03.~2021.03. 한국영화 성평등센터 공동대표
- 2016.~2020. 인천영상위원회 운영위원장
- 2009.07.~2021.03. 동물보호시민단체 카라 대표
- 2007.06.~ 핸드볼 홍보대사
- 2003.~2010. 영산대학교 영화예술대학 영화영상학부 전임강사

## 학력
- 인일여자고등학교 (중퇴)
- 고등학교 검정고시 (합격)
- 한양대학교 영어영문학과 (졸업)
- 한양대학교 대학원 연극영화학과 (졸업)
- 파리 제8대학교 대학원 연극영화학과 (졸업)

## 작품

### 감독
- 1994년 영화 《우중산책》
- 1996년 영화 《세 친구》
- 2001년 영화 《와이키키 브라더스》
- 2002년 영화 《소중한 사람》
- 2003년 영화 《여섯 개의 시선》
- 2008년 영화 《우리 생애 최고의 순간》
- 2008년 영화 《날아라 펭귄》
- 2010년 영화 《소와 함께 여행하는 법》
- 2011년 영화 《미안해, 고마워》
- 2013년 영화 《남쪽으로 튀어》
- 2014년 영화 《제보자》
- 2018년 영화 《리틀 포레스트》
- 2020년 영화 《교섭》

### 제작
- 2003년: 《미소》 (프로듀서)
- 2011년: 《로맨스 조》 (제작총괄)

### 기타
- 2005년 《남자니까 아시잖아요?》- 건장 언니 역(특별출연)

## 상훈
| 연도   | 수상                                       | 작품                  |
| ------ | ------------------------------------------ | --------------------- |
| 1994년 | 제1회 서울단편영화제 대상 및 젊은 비평가상 | 우중산책              |
| 1996년 | 부산국제영화제 평론가선정 넷팩상           | 세 친구               |
| 2001년 | 제9회 춘사영화상 올해의 각본상             | 와이키키 브라더스     |
| 2001년 | 제21회 한국영화평론가협회상 감독상         | 와이키키 브라더스     |
| 2002년 | 제38회 백상예술대상 영화부문 작품상        | 와이키키 브라더스     |
| 2008년 | 제44회 백상예술대상 영화부문 작품상        | 우리 생애 최고의 순간 |
| 2008년 | 제10회 서울국제여성영화제 박남옥 영화상    | 우리 생애 최고의 순간 |
| 2008년 | 제9회 부산영화평론가협회상 심사위원특별상  | 우리 생애 최고의 순간 |
| 2008년 | 제29회 청룡영화상 최우수 작품상            | 우리 생애 최고의 순간 |
| 2008년 | 여성영화인축제 올해의 여성영화인상         | 우리 생애 최고의 순간 |
| 2009년 | 제18회 부일영화상 유현목영화예술상         | 우리 생애 최고의 순간 |
| 2009년 | 제11회 정동진독립영화제 땡그랑동전상       | 날아라 펭귄           |
| 2018년 | 제38회 한국영화평론가협회상 영평 11선      | 리틀 포레스트         |
| 2018년 | 제5회 한국영화제작가협회상 감독상          | 리틀 포레스트         |
| 2018년 | 제18회 디렉터스 컷 시상식 올해의 특별언급  | 리틀 포레스트         |

## 같이 보기
- 한국 영화